# 신의 퀴즈: 리부트
《신의 퀴즈: 리부트》는 OCN에서 2018년 11월 14일부터 2019년 1월 10일까지 방영된 메디컬 범죄 수사극이다.

## 등장 인물

### 주요 인물
- 류덕환 : 한진우 역(아역: 최고) - 한국대 법의관 사무소의 천재 촉탁의
- 윤주희 : 강경희 역 - 경찰청 특수수사 2부 팀장

### 법의학팀
- 박준면 : 조영실 역 - 법의학팀 정신적 지주. 한국대 법의관 사무소 소장
- 박효주 : 문수안 역 - 한국대 법의관 사무소 연구관. 성실과 끈기를 믿는 노력파
- 송지호 : 이동근 역 - 한진우를 존경하고 따르는 한국대 법의관 사무소 연구원

### 코다스 팀
- 김준한 : 곽혁민 역 - 코다스팀 팀장
- 윤보라 : 정승빈 / 정도현 역(아역: 송민재) - 코다스팀 연구원. 한진우의 제자
- 강윤 : 백유찬 역 - 코다스팀 연구원

### 경찰청 특수수사2부
- 김기두 : 남상복 역 - 낯가림이 심하고 사람들의 시선이 느껴지지 않으면 180° 변신하는 독특한 형사
- 유정래 : 임시현 역 - 수사드라마 작가가 꿈인 엉뚱하지만 당찬 형사

### 현상필의 조직
- 김재원 : 현상필 역(아역: 최현진) - 홍콩 구룡 최대 조폭 조직의 넘버2
- 곽민호 : 석태준 역(아역: 강민) - 현상필의 오른팔

### 그 외 인물
- 김호정 : 서인숙 역 - 한주그룹 혁신개발실 실장
- 윤세웅 : 센터장 역
- 최종태 : 형사 역
- 이신기 : 형사 역
- 최민수
- 허수정
- 박세현

- 이상이 : 박재승 역
- 이영숙 : 김여순 역 - 박재승의 어머니
- 정선하 : 차에서 사람이 불에 타는 걸 목격한 학생 역
- 성인석 : 차에서 사람이 불에 타는 걸 목격한 학생의 아버지 역
- 정명준 : 민병태 역 - 으뜸믿음병원 원무과장
- 정혜윤 : 병태 딸 역 - 박재승이 납치한 아이
- 김화영 : 김여순의 주치의 역
- 박건희 : 장유연 역 - 신장이식수술 받은 여자
- 김재일 : 신성국 역 - 신장이식수술 받은 남자
- 김경민 : 정창만 역 - 으뜸믿음병원 병원장, 신장이식수술 한 의사
- 권오수 : 박재승의 학과 교수 역
- 박혜영 : 박재승이 인질로 잡은 아이 엄마 역
- 김예나 : 박재승이 인질로 잡고 있던 아이 역
- 조현임 : 동네 아줌마 역
- 여운복 : 으뜸믿음병원 부원장 역
- 오진하 : 으뜸믿음병원 간호사 역
- 유영복
- 홍석빈
- 전광진 : 기자 역
- 하시연 : 기자 역
- 차민혁 : 기자 역
- 고만규
- 최현준
- 변동욱
- 오기환 : 연구팀장 역
- 김준희 : 김석출 역
- 문학진 : 석민 역
- 이시후 : 음성 출연

- 백승환 : 임도윤 역
- 박종범 : 지영길 역 - 펫 샵을 운영하는 동물 수입업자
- 송대선 : 한천고등학교 담임 역
- 김동범 : 허상찬 역 - 좀비 동호회 '좀.사.모'의 동호회장
- 최민성 : 안준형 역 - 임도윤을 괴롭히는 학생
- 권익환 : 조민성 역 - 임도윤을 괴롭히는 학생
- 이민하 : 유미나 역 - 임도윤을 괴롭히는 학생
- 전준우 : 이 경장 역
- 김이담 : 한 경장 역
- 안진혁 : 김 순경 역
- 박영호 : 박 순경 역
- 안성건 : 구급대원 역
- 안도은 : 좀비 동호회 '좀.사.모'의 여자 회원 1 역
- 김성동 : 좀비 동호회 '좀.사.모'의 남자 회원 1 역
- 류의정 : 좀비 동호회 '좀.사.모'의 남자 회원 2 역
- 최슬기 : 좀비 동호회 '좀.사.모'의 여자 회원 2 역
- 김가영 : 한진우를 인터뷰 하는 리포터 역
- 임은지 : 펫 샵 여직원 역
- 배규리 : 학생 1 역
- 장성윤 : 학생 2 역
- 우희상
- 유지연 : 학생 6 역
- 이라 : 학생 5 역
- 김에스더 : 학생 4 역
- 박세현 : 이지은 역
- 조승연 : 이재형 역 - 이지은의 아버지, 수의사
- 성지원
- 이은주
- 전은미 : 임도윤의 어머니 역
- 조은영
- 손민석
- 우용희
- 박용 : 김 목사 역 - 현상필이 첫번째로 죽인 남자
- 강수호
- 민효경

- 서유정 : 신연화 역 - 요양병원 원장
- 심영은 : 윤세은 역 - 윤현종의 누나, 요양병원 간호사
- 한이진 : 황경철 역 - 자살사이트 운영자, MDT 공급책
- 탁우석 : 윤현종 역
- 최교식 : 사망자를 처음 발견한 옆집 남자 역
- 서종봉 : 수원 역 - MDT 거래책
- 이재우 : 한진우와 강경희가 체험한 Well Dying의 강사 역
- 백현수
- 손성찬 : 윤현종의 아버지 역
- 곽나연 : 윤현종의 어머니 역
- 안채은 : 윤현종의 여동생 역
- 홍상용 : 카메라 장치 렌탈 업체 직원 역
- 이영수 : 택시기사 역
- 권현우 : 마약남 역
- 권유진 : 클럽에서 마약한 여자 1 역
- 최재연 : 클럽에서 마약한 여자 2 역
- 변지현 : 웨이트리스 역
- 장원 : 권영필 역 - MAO-A 결핍증 환자
- 박정환 : 추상현 역 - 뇌생체실험 연구원
- 강유석 : 만종 역 - 강경희를 죽이려고 한 남자
- 이수정 : 요양병원 간호사 역
- 김만호 : 환자 역
- 전원철 : 현상필에게 약물을 건네주고 살해를 당한 남자 역

- 홍지영 : 남상복의 누나 역 - 김서준의 어머니
- 양주호 : 남상복의 매형 역 - 김서준의 아버지
- 임유성 : 김서준 역 - 웨스트나일 바이러스 피해자
- 전세현 : 라희영 역 - 의류업체 사장
- 전성희 : 정소율 역 - 바이러스 피해자
- 오유진 : 이은수 역 - 의류업체 인턴
- 루현 : 정소율 아버지의 돌보미 역
- 김찬이
- 엄태옥 : 현장감독 역
- 전원철
- 김이린 : 오찬영 역 - 한국대병원 의사
- 김민성 : 인턴 역
- 한기중 : 조희권 역 - 한동일보 보도 제2국장
- 김보경 : 음식점에서 나오다 쓰러진 여자 역. WN 바이러스 피해자
- 최준영 : 버스정류장에서 의식을 잃은 남자 역. WN 바이러스 피해자
- 이상은 : 남지혜 역 - 길에서 쓰러진 여자
- 김수경 : 이매리 역 - 길에서 쓰러진 사람을 카메라로 찍는 여자
- 이경오 : 사망한 환자 역 - 웨스트나일 바이러스 피해자
- 장원혁 : 양오수 역 - 어린이극장의 직원. 웨스트나일 바이러스 감염자
- 정혜린 : 오수영 역 - 양오수의 여자친구, 하늘밝음병원 연구원
- 윤정아
- 송창규 : 어린이극장 경비원 역
- 김종호 : 어린이극장 주인 역
- 유진
- 김진구

- 강채민 : 신건우 역 - 하연우의 몸 대역
- 정우영 : 이영락 역 - 신건우의 중학교 동창
- 강태식 : 신건우의 옆집 사는 남자 역
- 이다슬 : 곽현민을 인터뷰 하는 리포터 역
- 석호진 : 현상필에게 동물 마취용 근육 이완제를 건네는 여사장 역
- 정동근 : 차영우 역 - 변호사
- 김현태 : 신건우와 이영락의 중학교 동창 역
- 김도경 : 하연우 역 - 리키엔터테인먼트 소속 배우
- 차미경 : 이숙희 역 - 신건우의 어머니
- 최영우 : 전두엽 역 - 리키엔터테인먼트 대표
- 동효희 : 한주그룹 피해자 모임 대표 역
- 이도형 : 변호사 역
- 신세린 : 리키엔터테인먼트 직원 역
- 조승구 : 매니저 역
- 이선영 : 주유소 알바생 역

- 장이수 : 장문기 역 - 세곳의 골프장 대표
- 박재완 : 유성현 역 - 오성대학교 병원장
- 권범택 : 박수호 역 - 한주제약 이사
- 황주호 : 서태학 역 - 양두경찰서 서장
- 김광현 : 강우진 역 - 마리나 홀딩스의 대표이사
- 김수정 : 김미연 역 - 상형대학교 간호대학 교수
- 이정철 : 이구호 역 - 공정당 소속 4선 국회의원
- 한호용
- 유필란
- 나현주
- 이노아
- 한지완 : 홍나연 역 - 혁전복지원 사건을 취재하는 기자
- 황재운
- 고동형
- 위광훈 : 현상필이 회란각 사건에 대해 아냐고 물어본 남자 역

- 정대원 : 마취의 역
- 강문경 : 서 실장이 감금해버린 남자 역
- 우상전 : 한재만 역 - 서 실장이 감금해버린 남자
- 김상규 : 서 실장이 감금해버린 남자 역
- 임호준 : 양 팀장 역 - 회란각 사건을 건네받은 남자
- 장해송 : 인사발령 공고문을 보는 남자 역
- 정예지 : 인사발령 공고문을 보는 여자 역
- 박은영 : 분식집 주인 역
- 권재환 : 현상필에 대해 아는 남자 역
- 손주환 : 천만원 받고 차를 빌려준 남자 역
- 이우신 : 음성 출연
- 손영순 : 노점상 할머니 역

- 정재형
- 주성 : 음성 출연
- 홍성호
- 손경원 : 의사 역
- 민준현 : 혁전복지원에 있던 의사 역
- 최이선
- 박정서
- 박상현
- 하성훈

### 우정출연
- 최정우 : 장규태 역 (1화, 15화, 16화)
- 김재욱 : 한주원 역 (가상 화면 출연)

### 특별출연
- 윤택 : 《나는 자연인이다》 진행자 역
- 박충선 : 한치수 역 - 한주그룹 회장

## 시청률
최저 시청률과 최고 시청률은 시청률 조사회사와 지역별로 시청률에 차이가 있을 수 있습니다.
| 2018년 | 2018년    | 2018년        | 2018년     | 2018년 |
| 회차   | 방송일    | 부제          | AGB 시청률 | 참고   |
| ------ | --------- | ------------- | ---------- | ------ |
| 1화    | 11월 14일 | 화마(火魔)    | 1.926%     |        |
| 2화    | 11월 15일 | 화마(火魔)    | 2.566%     |        |
| 3화    | 11월 21일 | 매드월드      | 2.009%     |        |
| 4화    | 11월 22일 | 매드월드      | 2.215%     |        |
| 5화    | 11월 28일 | 천국을 찾아서 | 2.178%     |        |
| 6화    | 11월 29일 | 천국을 찾아서 | 2.259%     |        |
| 7화    | 12월 5일  | 뉴 나르시시즘 | 2.126%     |        |
| 8화    | 12월 6일  | 뉴 나르시시즘 | 2.352%     |        |
| 9화    | 12월 12일 | 하나의 달     | 2.096%     |        |
| 10화   | 12월 13일 | 하나의 달     | 2.610%     |        |
| 11화   | 12월 19일 | Remember      | 2.428%     |        |
| 12화   | 12월 20일 | Remember      | 2.509%     |        |
| 2019년 |           |               |            |        |
| 13화   | 1월 2일   | Just…         | 2.007%     |        |
| 14화   | 1월 3일   | Just…         | 2.233%     |        |
| 15화   | 1월 9일   | Only One      | 2.184%     |        |
| 16화   | 1월 10일  | Only One      | 2.688%     |        |

## 같이 보기
- 대한민국의 텔레비전 드라마 목록 (ㅅ)
- 2018년 대한민국의 텔레비전 드라마 목록